# Año Internacional de la Movilización contra el Racismo, la Discriminación Racial, la Xenofobia y las Formas Conexas de Intolerancia
2001 fue proclamado Año Internacional de la Movilización contra el Racismo, la Discriminación Racial, la Xenofobia y las Formas Conexas de Intolerancia por la Asamblea General de las Naciones Unidas mediante la resolución A/RES/53/132, adoptada el 9 de diciembre de 1998. Su objetivo central fue sensibilizar a la comunidad internacional sobre la necesidad urgente de erradicar todas las formas de racismo y discriminación racial, reafirmando el compromiso político global para abordar estos problemas en consonancia con la Carta de las Naciones Unidas y la Declaración Universal de Derechos Humanos.
Esta iniciativa surgió en un contexto de persistencia de formas contemporáneas de racismo y xenofobia, desarrolladas en un entorno de desigualdad social, marginación y propagación de discursos de odio mediante nuevas tecnologías de comunicación.

## Actividades y alcance
El Año Internacional tuvo como evento clave la Conferencia Mundial contra el Racismo, la Discriminación Racial, la Xenofobia y las Formas Conexas de Intolerancia, celebrada en Durban, Sudáfrica, del 31 de agosto al 8 de septiembre de 2001. En esta conferencia, los Estados miembros adoptaron la Declaración y el Programa de Acción de Durban, en los que se reafirmó el racismo como una de las violaciones más graves de los derechos humanos y se delinearon estrategias concretas para su erradicación.
Durante el año conmemorativo, se llevaron a cabo diversas iniciativas destinadas a fomentar la concienciación pública y la acción concreta contra el racismo y la discriminación. Se promovieron campañas educativas a nivel global que buscaban sensibilizar a la población sobre la importancia de la diversidad cultural y el respeto mutuo. Los Estados miembros fueron instados a desarrollar programas de formación en derechos humanos que incluyeran contenidos específicos sobre la lucha contra la discriminación racial y la xenofobia.
Además, se alentó a los gobiernos a fortalecer sus legislaciones para garantizar la aplicación efectiva de normas contra la discriminación racial. Esto incluyó la adopción de medidas más estrictas y la creación de organismos especializados en la supervisión y cumplimiento de estas normativas. La cooperación internacional fue un aspecto clave, con la participación activa de organizaciones internacionales, organismos gubernamentales y la sociedad civil en la formulación de políticas inclusivas.
Asimismo, se impulsó el diálogo intercultural mediante conferencias, seminarios y foros que reunieron a expertos, activistas y representantes gubernamentales de todo el mundo. Estas iniciativas sirvieron como plataformas para compartir buenas prácticas y experiencias en la lucha contra el racismo y la promoción de la igualdad.
El financiamiento de estas actividades se logró a través de contribuciones voluntarias de los Estados, el sector privado y organizaciones no gubernamentales, permitiendo así la implementación de diversas estrategias a nivel local, regional e internacional.